# Inquisitore generale

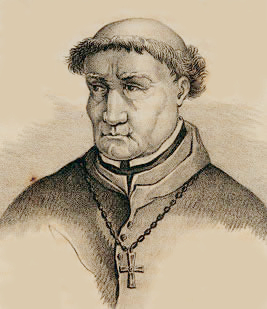
Ritratto di Tomás de Torquemada, primo inquisitore generale di Spagna.

L'Inquisitore generale o Grande inquisitore  (in latino: Inquisitor generalis) è il capo supremo di un'inquisizione. Il più celebre inquisitore generale è stato probabilmente il domenicano spagnolo Tomás de Torquemada, che fu a capo dell'inquisizione spagnola dal 1483 al 1492.

## Elenco degli inquisitori generali di Spagna
Le seguenti personalità assunsero l'incarico di inquisitori generali di Spagna tra il 1483 e il 1820:
- Tomás de Torquemada (1483-1498) [1]
- Diego de Deza, arcivescovo di Siviglia (1498-1507). Tra il 1506 e il 1507 le sue funzioni vennero svolte da Diego Ramírez de Guzmán.

Ferdinando II d'Aragona divide l'Inquisizione creando due organi distinti nei regni Castiglia e Aragona. Tale situazione permarrà sino al 1518.
- Francisco Jiménez de Cisneros: solo in Castiglia (1507-1517), cardinale e arcivescovo di Toledo.
- Juan de Enguera: solo in Aragona (1507-1513), vescovo di Vic.
- Luis Mercader: solo in Aragona (1512-1516), vescovo di Tortosa.
- Adriano di Utrecht: solo in Aragona (1516); Inquisitore generale di Castiglia e Aragona (1518-1522), cardinale e vescovo di Tortosa. Eletto papa nel gennaio 1522 (Adriano VI)
- Alfonso Manrique (1523-1538), cardinale arcivescovo di Siviglia.
- Juan Pardo de Tavera (1539-1545), arcivescovo di Toledo.
- Juan García Loaysa (1546), arcivescovo di Siviglia.
- Fernando Valdés (1547-1566), arcivescovo di Siviglia. Rinunciò nel 1566.
- Diego de Espinosa (1567-1572), vescovo di Sigüenza.
- Gaspar de Quiroga (1573-1594), cardinale arcivescovo di Toledo.
- Jerónimo Manrique de Lara (1595), vescovo di Avila.
- Pedro de Portocarrero (1596-1599), vescovo di Cordova. Rinunciò.
- Fernando Niño de Guevara (1599-1602), cardinale arcivescovo di Siviglia. Rinunciò.
- Juan de Zúñiga (1602), vescovo di Cartagena.
- Juan Bautista de Acevedo (1603-1608), arcivescovo in partibus infidelium.
- Bernardo de Sandoval y Rojas (1608-1618), cardinale arcivescovo di Toledo.
- Luis de Aliaga (1619-1621), confessore reale. Rinunciò.
- Andrés Pacheco (1622-1626), vescovo di Cuenca.
- Antonio Zapata y Cisneros (1627-1632), cardinale arcivescovo di Burgos. Rinunciò.
- Antonio de Sotomayor (1632-1643), arcivescovo di Damasco.
- Diego de Arce y Reinoso (1643-1665), vescovo di Plasencia Rinunciò.
- Johann Eberhard Nidhard S.J. (1666-1669), confessore del re, cardinale e arcivescovo di Edessa. Rinunciò.
- Diego Sarmiento de Valladares (1669-1695), vescovo di Plasencia.
- Juan Tomás de Rocaberti (1695-1699), arcivescovo di Valencia.
- Alfonso de Aguilar (1699), cardinale
- Baltasar de Mendoza y Sandoval (1699-1705), vescovo di Segovia. Rinunciò.
- Vidal Marín del Campo (1705-1709), vescovo di Ceuta.
- Antonio Ibañez de la Rivaherrera (1709-1710), arcivescovo di Saragozza.
- Francesco del Giudice (1711-1716), cardinale. Rinunciò.
- José de Molines (1717), membro del Tribunale della Rota Romana.
- Felipe de Arcemendi (1718), proposto da re Filippo V, non riuscì ad assumere l'incarico.
- Diego de Astorga y Céspedes (1720), vescovo di Barcellona. Rinunciò.
- Juan de Camargo (1720-1733), vescovo di Pamplona.
- Andrés de Orbe y Larreátegui (1733-1740), arcivescovo di Valencia.
- Manuel Isidro Manrique de Lara (1742-1746), arcivescovo di Santiago di Compostela.
- Francisco Pérez de Prado y Cuesta (1746-1755), vescovo di Teruel.
- Manuel Quintano Bonifaz (1755-1774), vescovo di Farsalo. Rinunciò.
- Felipe Beltrán (1775-1783), vescovo di Salamanca.
- Agustín Rubín de Ceballos (1784-1793), vescovo di Jaén.
- Manuel Abad y la Sierra (1793-1794), vescovo di Astorga e arcivescovo di Selimbria.
- Francisco Antonio de Lorenzana y Butrón (1794-1797), cardinale arcivescovo di Toledo. Rinunciò.
- Ramón José de Arce (1798-1808), arcivescovo di Burgos e Saragozza. Rinunciò.

Abolizione dell'Inquisizione nella Spagna napoleonica per mezzo dei cosiddetti Decreti di Chamartín del 4 dicembre 1808. L'Inquisizione venne ripristinata nel luglio del 1814 da Ferdinando VII di Spagna.
- Francisco Javier Mier y Campillo (1814-1818), vescovo di Almería.
- Cristóbal Bencomo y Rodríguez, (1818), confessore del re Ferdinando VII di Spagna (l'ufficio del Grande Inquisitore, è stata respinta dallo stesso Bencomo).[2]
- Jerónimo Castellón y Salas (1818-1820), vescovo di Tarazona.

Abolizione dell'Inquisizione durante il Triennio liberale spagnolo. In seguito al ripristino dell'assolutismo Ferdinando VII di Spagna non ristabilisce formalmente l'Inquisizione, al posto della quale operano in alcune diocesi le cosiddette Juntas de Fe. L'Inquisizione viene definitivamente abolita con il real decreto del 15 luglio 1834 proposto dal presidente del consiglio dei ministri Francisco Martínez de la Rosa e firmato dalla reggente Maria Cristina di Borbone-Due Sicilie.

## Nella cultura di massa
"Il grande inquisitore" è anche il titolo dato a un capitolo del romanzo I fratelli Karamazov, opera letteraria dello scrittore e filosofo russo Fëdor Michajlovič Dostoevskij. Il personaggio centrale del capitolo è un inquisitore generale che arresta Gesù.